# Leyenda Viva
Leyenda Viva — третий студийный альбом американского рэпера 6ix9ine. Он был выпущен 16 июня 2023 года на лейбле La Corporación. Продюсированием занимались Мауро «El Código Secreto», Борис Аренсибиа, J Prod, Эль Керетумба, Анхель Сандовал, Исаэль Гутьеррес и Эверт Гутьеррес. В альбоме приняли участие приглашенные музыканты Lenier, Secreto «El Famoso Biberón», Анхель Диор, Яйлин Ла Масвир и Grupo Firme. Это его первый реггетонный релиз, который является продолжением его предыдущего альбома TattleTales (2020).

## Происхождение
16 июня 2023 года 6ix9ine выпустил свой первый полноценный альбом в стиле реггетон без предварительного анонса.

## Синглы
31 марта 2023 года 6ix9ine выпустил первый сингл «Bori», в котором фигурирует Ленье. Сингл был анонсирован и выпущен после того, как на 6ix9ine напали трое подозреваемых в фитнес-зале Лос-Анджелеса в Лейк-Уэрт-Бич, Флорида. 15 апреля 2023 года он выпустил второй сингл «Wapae», в котором приняли участие Lenier, Ángel Dior. 28 апреля 2023 года он выпустил третий сингл под названием «Y Ahora» с участием региональной мексиканской группы Grupo Firme. 16 июня 2023 года он выпустил четвёртый сингл «Pa Ti», в котором фигурирует Yailin La Más Viral, в дополнение к выпуску альбома. 23 июня 2023 года он выпустил пятый и последний сингл «Dueño», наряду с музыкальным видео, в котором участвует Lenier.

## Треклист
| №                   | Название                                             | Автор(ы)                                                                                  | Продюсеры                                                                | Длительность |
| ------------------- | ---------------------------------------------------- | ----------------------------------------------------------------------------------------- | ------------------------------------------------------------------------ | ------------ |
| 1.                  | «Bori» (с Lenier)                                    | Daniel Hernandez Álvaro Lenier Mesa Mauro Bertran                                         | Mauro "El Código Secreto" Boris Arencibia                                | 3:04         |
| 2.                  | «Papa» (с Lenier and Secreto "El Famoso Biberón")    | Hernandez Mesa Bertran Odalis Perez                                                       | Mauro "El Código Secreto" Boris Arencibia                                | 2:50         |
| 3.                  | «Wapae» (с Ángel Dior and Lenier участвует Bulin 47) | Hernandez Mesa Ángel Dior José María Ávila Bertran                                        | J Prod Mauro "El Código Secreto" Boris Arencibia                         | 2:55         |
| 4.                  | «Mata»                                               | Hernandez Mesa Bertran                                                                    | Mauro "El Código Secreto" Boris Arencibia                                | 2:20         |
| 5.                  | «Dueño» (с Lenier)                                   | Hernandez Mesa Bertran                                                                    | Mauro "El Código Secreto" El Keretumba Boris Arencibia                   | 2:55         |
| 6.                  | «Pa Ti» (с Yailin La Más Viral)                      | Hernandez Jorgina Lulú Guillermo Díaz Mesa Bertran                                        | Mauro "El Código Secreto" Boris Arencibia                                | 2:50         |
| 7.                  | «Perra» (с Lenier)                                   | Hernandez Mesa Bertran                                                                    | Mauro "El Código Secreto" Boris Arencibia                                | 2:48         |
| 8.                  | «Nota» (с Grupo Firme и Lenier)                      | Hernandez Mesa Bertran                                                                    | Mauro "El Código Secreto" Boris Arencibia                                | 3:01         |
| 9.                  | «Sola» (с Lenier)                                    | Hernandez Mesa Bertran                                                                    | Mauro "El Código Secreto" Boris Arencibia                                | 3:19         |
| 10.                 | «Y Ahora» (с Grupo Firme)                            | Hernandez Mesa Angel Sandoval Bertran Isael Gutierrez Evert Gutierrez Zaire Tasean Rivera | Mauro "El Código Secreto" Angel Sanvodal Isael Gutierrez Evert Gutierrez | 2:42         |
| 11.                 | «MX PR»                                              | Hernandez Mesa Bertran                                                                    | Mauro "El Código Secreto" Boris Arencibia                                | 2:13         |
| Общая длительность: | Общая длительность:                                  | Общая длительность:                                                                       | Общая длительность:                                                      | 30:57        |

## Чарты
| Chart (2023)                     | Peak position |
| -------------------------------- | ------------- |
| США (Billboard Top Latin Albums) | 19            |